# هورتون، دورست
هورتون (به انگلیسی: Horton) یک روستا و محله مدنی در بریتانیا است که در East Dorset واقع شده‌است.